# Wang Chunlu
Wang Chunlu, née le 27 septembre 1978 à Panshi, est une patineuse de vitesse sur piste courte chinoise.

## Carrière
Aux Jeux olympiques d'hiver de 1998, à Nagano au Japon, elle est médaillée d'argent en relais à l'âge de 19 ans. Aux Jeux de 2002, à Salt Lake City aux États-Unis, elle remporte à nouveau la médaille d'argent en relais et gagne également la médaille de bronze sur 500 mètres. Pendant sa carrière, elle remporte 27 médailles aux championnats du monde.